# Добрянка (гміна Бірча)
Добрянка (пол. Dobrzanka) — село в Польщі, у гміні Бірча Перемишльського повіту Підкарпатського воєводства. Село розташоване над потічком Добрянка, притокою Липки, яка є притокою Ступниці.

## Географія
Село розташоване на відстані 7 кілометрів на південний захід від центру гміни села Бірчі, 30 кілометрів на південний захід від центру повіту міста Перемишля і 50 кілометрів на південний схід від столиці воєводства — міста Ряшіва.

## Історія
В XI-XIII століттях на цих землях існувало Перемишльське руське князівство зі столицею в Перемишлі, яке входило до складу Галицького князівства, а пізніше Галицько-Волинського князівства.
Після захоплення цих земель Польщею територія в 1340–1772 роках входила до складу Сяноцької землі Руського воєводства Королівства Польського.
В 1772 році внаслідок першого поділу Польщі територія відійшла до імперії Габсбургів. У 1867 р. село включене до Добромильського повіту.
Після розпаду Австро-Угорщини і утворення Другої Речі Посполитої це село Надсяння, як й інші етнічні українські території (Лемківщина, Підляшшя, Сокальщина, Равщина і Холмщина), опинилося по польському боці розмежування, що було закріплено в Ризькому мирному договорі 1921 року. В 1934 р. село включене до ґміни Бірча Добромильського повіту Львівського воєводства. На 1.01.1939 в селі було 490 жителів, з них 430 українців-грекокатоликів, 40 українців-римокатоликів, 20 євреїв.
Після нападу 1 вересня 1939 року Третього Рейху на Польщу й початку Другої світової війни та вторгнення СРСР до Польщі 17 вересня 1939 року Добрянка, що знаходиться на правому, східному березі Сяну, разом з іншими навколишніми селами відійшла до СРСР. 27.11.1939 постановою Верховної Ради УРСР Добрянка в ході утворення Дрогобицької області включена до Ліського повіту. Добрянка ввійшла до складу утвореної 27 листопада 1939 року Дрогобицької області УРСР (обласний центр — місто Дрогобич) і утвореного 17.01.1940 Бірчанського району (районний центр — Бірча).
З початком німецько-радянської війни село вже в перший тиждень було зайняте військами вермахту.
В кінці липня 1944 року село було захоплене Червоною Армією.
13 серпня розпочато мобілізацію українського населення Дрогобицької області до Червоної Армії (облвоєнком — підполковник Карличев).
В березні 1945 року Добрянка, як і весь Бірчанський район з районним центром Бірча, Ліськівський район з районним центром Лісько та західна частина Перемишльського району включно з містом Перемишль зі складу Дрогобицької області передані Польщі.
Москва підписала й 16 серпня 1945 року опублікувала офіційно договір з Польщею про встановлення лінії Керзона українсько-польським кордоном та, незважаючи на бажання українців залишитись на рідній землі, про передбачене «добровільне» виселення приблизно одного мільйона українців з «Закерзоння», тобто Підляшшя, Холмщини, Надсяння і Лемківщини.,
Розпочалося виселення українців з рідної землі. Проводячи депортацію, уряд Польщі, як і уряд СРСР, керувалися Угодою між цими державами, підписаною в Любліні 9 вересня 1944 року, але, незважаючи на текст угоди, у якому наголошувалось, що «Евакуації підлягають лише ті з перелічених (…) осіб, які виявили своє бажання евакуюватися і щодо прийняття яких є згода Уряду Української РСР і Польського Комітету Національного Визволення. Евакуація є добровільною і тому примус не може бути застосований ні прямо, ні посередньо. Бажання евакуйованих може бути висловлено як усно, так і подано на письмі.», виселення було примусовим і з застосуванням військових підрозділів.
Українське населення села, якому вдалося уникнути депортації до СРСР, попало в 1947 році під етнічну чистку під час проведення Операції «Вісла» і було виселено на ті території у західній та північній частині польської держави, що до 1945 належали Німеччині. Залишилось лише 15 осіб в 3 будинках.

## Населення
- 1859 — 230 греко-католиків
- 1879 — 267 греко-католиків
- 1899 — 299 греко-католиків
- 1926 — 401 греко-католик
- 1938 — 402 греко-католики
- 2006 — 0
  - греко-католицька громада села належала до парафії в селі Липа.